# یاتاگان (ناوشکن فرانسوی)
یاتاگان (ناوشکن فرانسوی) (به انگلیسی: French destroyer Yatagan) یک کشتی بود که طول آن ۵۸٫۲ متر (۱۹۰ فوت ۱۱ اینچ) بود. این کشتی در سال ۱۹۰۰ ساخته شد.